# Manifestation d'Hochfelden
La manifestation d'Hochfelden du 13 juillet 1941 est une manifestation patriotique française en Alsace annexée de fait par le Troisième Reich pendant la Seconde Guerre mondiale. Dans les jours qui suivent, 109 personnes sont arrêtées et internées au camp de sûreté de Vorbruck-Schirmeck. Hochfelden est, aussi, la première ville française où l'état de siège est proclamé par l'occupant.

## Histoire
En 1941, Hochfelden est un canton agricole qui compte 2 500 habitants. La population rejette la germanisation et la nazification qui lui est imposée. Elle est majoritairement francophile. Elle écoute Radio Londres au foyer Saints-Pierre-et-Paul, récupère les tracts lancés par la Royal Air Force et les redistribue,.
Le 13 juillet 1941 à 23 h, environ 200 garçons et filles, principalement, de 16 à 30 ans forment un cortège et traversent le village sous les applaudissements de la population, en chantant des chants patriotiques. Arrivés devant le monument aux morts, ils entonnent la Marseillaise puis se dispersent. À la demande du maire Frédéric Haag et du chanoine Zim, les gendarmes allemands n'interviennent pas.
La manifestation est spontanée, elle est partie du restaurant « A la Bonne fontaine » à l'initiative des membres du club de quilles (cercle catholique) présidé par Joseph Vogler et l'abbé Koenig et de ceux de l'Association sportive de Hochfelden (ASH),.
Dans l'après-midi du 14 juillet, les gendarmes locaux procèdent à quelques arrestations suivis d'interrogatoires sans grande conviction. Mais le 15 juillet, 300 policiers de la Gestapo interviennent dans le village. Jusqu'au 19 juillet, ils procèdent à de nombreuses arrestations et interrogatoires musclés.
À partir du 16 juillet, les premiers suspects sont transférés au camp de sûreté de Vorbruck-Schirmeck,.
Le 20 juillet, Hochfelden est la première ville française où l'état de siège est proclamé par l'occupant.
À la fin de l'opération de police, 86 jeunes hommes et 26 jeunes filles qui sont internés au  camp de sûreté de Vorbruck-Schirmeck où ils subissent la tortures, la faim et le froid. La durée d'internement est variable. Certains sont libérés au bout de quelques mois d'autres comme le lieutenant Paul Debès ou Louis Diebold sont internés pendant toute la durée de la guerre. Parmi ceux libérés, beaucoup le sont pour rejoindre de force le Reichsarbeitsdienst (RAD) ou la Wehrmacht.
Les incorporés de force sont principalement envoyés sur le front de l'Est d'où beaucoup ne reviennent pas. D'autres libérés après plusieurs mois de mauvais traitements, en subissent longtemps les séquelles. Une jeune fille, Céline Schiestel meurt quelques semaines après son retour chez ses parents. Certains manifestants, dès leur libération du camp, s'évadent d'Alsace et rejoignent la Résistance.
L'événement est rapidement connu en France et en Allemagne. À Londres, la BBC en fait un compte-rendu sur ses ondes.

### Rapport de la Sûreté allemande au Gauleiter Wagner
« Le 13 juillet 1941, après l’office du soir, plusieurs jeunes gens se rassemblèrent dans un café pour jouer de la musique de jazz. Pendant ce temps d’autres jeunes gens s’efforçaient de réunir un certain nombre de flambeaux pour l’organisation du défilé. Vers 23h30, un cortège de 150 à 200 personnes, en rang par quatre, se mit effectivement en route à partir du café en chantant des refrains français et allemands. La population ouvrait les fenêtres et leur témoignait sa sympathie par des applaudissements. Arrivés au monument aux morts, une personne non identifiée, fit un discours mettant l’accent sur le fait que les morts de la commune avaient donné leur vie pour la France et non pour l’Allemagne. Après un ordre donné en français, le cortège se disloqua ».
« Des personnes âgées se rendaient ensuite au monument aux morts pour se rendre compte de ce qui venait de se passer. Vers 1h du matin, une banderole tricolore et une gerbe de fleurs ornaient le monument, au bas duquel on avait inscrit : « à nos soldats morts ».
« Lors de l’enquête du SD (Sicherheitsdienst), la population de Hochfelden se rassembla dans la rue et manifesta son hostilité aux enquêteurs, n’hésitant pas, malgré l’opposition de la police à distribuer du beurre, lard, pain, œufs, vins aux personnes arrêtées. Au départ des prisonniers, cette population leur témoigna des signes d’amitié. »

— Annales du CRDP de Strasbourg, « L’Alsace sous l’oppression nazie (1940-1944)», p. 149.

## Reconnaissance
À Hochfelden :
- Une plaque commémorative est placée sur la Mairie et une autre sur le monument au mort[1],[2].
- Une rue du 14 juillet rappelle l'événement[1],[2].

## Distinctions
- Médaille de la Reconnaissance française, bronze (27 mars 1947)[2].